# Волинов Станіслав Петрович
Станіслав Петрович Воли́нов (нар. 6 травня 1933, Оренбург) — військовий диригент, підполковник; заслужений діяч мистецтв УРСР з 1980 року; заслужений діяч культури Польщі з 1985 року.

## Біографія
Народився 6 травня 1933 року у місті Оренбурзі (тепер Росія). У 1955 році закінчив Інститут військових диригентів у Москві (клас І. Лисенка). 
Впродовж 1956–1966 років диригував у оркестрах військових частин Київського, а у  1966–1970 роках — Далекосхідного військових округів. У 1970–1975 роках очолював оркестр штабу Забайкальського, а у 1975–1977 роках Одеського військових округів. У 1977–1984 роках очолював оркестрову службу Одеського військово округу та у 1984–1988 роках Північної групи радянських військ в Польській Народній Республіці.
З 1989 року працював викладачем Одеського училища мистецтв і культури.